# Rhinelander
Rhinelander is een plaats (city) in de Amerikaanse staat Wisconsin en valt bestuurlijk gezien onder Oneida County.

## Demografie
Bij de volkstelling in 2000 werd het aantal inwoners vastgesteld op 7735. In 2006 is het aantal inwoners door het United States Census Bureau geschat op 7821, een stijging van 86 (1,1%).

## Geboren
- Dale Wasserman (1914-2008), Amerikaans toneelschrijver, regisseur, producent
- Dan Forsman (1958), Amerikaans golfer

## Geografie
Volgens het United States Census Bureau beslaat de plaats een oppervlakte van 20,4 km², waarvan 20,0 km² land en 0,4 km² water. Rhinelander ligt op ongeveer 472 m boven zeeniveau.

## Plaatsen in de nabije omgeving
De onderstaande figuur toont nabijgelegen plaatsen in een straal van 56 km rond Rhinelander.